# Giorgio Almirante
Giorgio Almirante (ur. 27 czerwca 1914 w Salsomaggiore Terme, zm. 22 maja 1988 w Rzymie) – włoski polityk, działacz faszystowski, jeden z założycieli Włoskiego Ruchu Społecznego (MSI) i wieloletni lider tego ugrupowania, parlamentarzysta krajowy, poseł do Parlamentu Europejskiego I i II kadencji.

## Życiorys
Ukończył szkołę średnią w Turynie, po czym przeniósł się do Rzymu, gdzie w 1937 został absolwentem studiów humanistycznych. Został działaczem młodzieżowym Narodowej Partii Faszystowskiej, redaktorem pisma „Tevere” i sekretarzem redakcji rasistowskiego periodyku „Difesa della Razza”. W okresie II wojny światowej uczestniczył we włoskich siłach zbrojnych w trakcie kampanii północnoafrykańskiej. W 1943 dołączył do Narodowej Gwardii Republikańskiej, wojska faszystowskiej Włoskiej Republiki Socjalnej. Pracował też w administracji republiki jako dyrektor gabinetu ministra kultury. Po upadku reżimu faszystowskiego ukrywał się przez ponad rok.
W 1946 należał do założycieli neofaszystowskiego Włoskiego Ruchu Społecznego. Pracował w tym czasie jako nauczyciel w szkole średniej, udzielał też lekcji prywatnych. W 1947 został sekretarzem (przewodniczącym) MSI, utracił tę funkcję w 1950. Do władz centralnych partii powrócił w 1956. Od 1969 do 1987 ponownie kierował Włoskim Ruchem Społecznym. Ustąpił na skutek choroby, rekomendując na swojego następcę Gianfranca Finiego.
Giorgio Almirante w 1948 po raz pierwszy został wybrany do Izby Deputowanych. Z powodzeniem ubiegał się o reelekcję w kolejnych wyborach, sprawując do 1988 mandat posła I, II, III, IV, V, VI, VII, VIII, IX i X kadencji. W 1979 i w 1984 z ramienia Włoskiego Ruchu Społecznego był wybierany do Europarlamentu I i II kadencji. Oba mandaty (krajowy i europejski) wykonywał aż do swojej śmierci.